# Nabisco
Nabisco (скорочено від попередньої назви National Biscuit Company) — американський виробник печива та закусок зі штаб-квартирою в Східному Ганновері, Нью-Джерсі. Компанія є дочірньою компанією Mondelēz International зі штату Іллінойс.